# Sedenia leucopepla
Sedenia leucopepla là một loài bướm đêm trong họ Crambidae.